# 林伯原
林 伯原（りん はくげん、1950年 - ）は、中国の武術研究家。国際武道大学教授、早稲田大学スポーツ科学部の兼任講師。専攻は中国武術史・中国伝統的健康論・アジア武術・スポーツ文化。西安市出身。

## 略歴
幼少の頃から中国武術を学び始め、その後、併せて気功を練習するようになる。
1981年に北京体育大学大学院研究科を卒業、北京体育大学の准教授として勤務した後に来日、1999年に日本で博士号（学術）取得。
1970年代初期、西安で通備門の馬賢達について通備弾腿・通備拳・八極拳・翻子拳・剣・刀・棍術などを学ぶ。その後、北京で査拳門の張文廣に師事、査拳・形意拳などを習い、さらに田秀臣（北京）、周元龍（上海）らから陳式・楊式太極拳を学んだ。
1989年には北京体育大学国際武術競技大会に参加し、四十八式太極拳の部で優勝。

## 著書
- 『中国体育史』（上冊・古代、北京体育大学出版社、1989。北京哲学・社会科学一等賞を受賞）
- 『中国古代武術論文集』（台湾華聯出版社、1989）
- 『中国古代体育史』（台湾華聯出版社、1990）
- 『中華文明史・体育巻』（1〜10巻、河北教育出版社、1989〜1994）
- 『中国武術史』（北京体育大学出版社、1994）
- 『中国武術史』（増訂版、台湾五洲出版社、1996年）
- 『近代中国における武術の発展』（平成11年度文部省の科学研究費補助金〔研究成果公開促進費〕により出版、不昧堂出版、1999年）
- 『中国武術史 ― 先史時代から十九世紀中期まで ―』（技藝社、2015）

## 論文

### 受賞
- 「宋代の武術の発展変化論」（1986年中国武術学会「全国優秀武術論文賞」）
- 「両宋時期における民間結社組織の体育活動論」（1988年中国体育史学会「全国優秀体育史論文賞」）
- 「中国武術体系形成の歴史過程に関する研究」（1988年中国武術研究院「国際武術総合大会論文賞」）
- 「中国歳時と民族儀式における伝統的体育論」（1992年中国体育科学学会「第四回全国体育科学大会優秀論文賞」）

### その他
- 『清代における武術と気功を合わせた練習方法の成立に関する研究』（『武道学研究』第3巻第11号・1999） ほか